# Ero galea
Ero galea là một loài nhện trong họ Mimetidae.
Loài này thuộc chi Ero. Ero galea được miêu tả năm 1990 bởi Wang.